# Пунтіус
Пунтіус або Плямистий вусач (Puntius) — рід риб родини коропових переважно невеликого (до 15 см) розміру.
Більшість плямистих вусачів раніше належала роду Барбус (Barbus), й досі вони традиційно називаються «барбусами». Згодом і сам рід Puntius зазнав ревізії, багато видів увійшло до складу інших родів.

## Походження
Ці риби походять з Південної та Південно-Східної Азії.

## Види
Склад роду станом на вересень 2024 року:
- Puntius ambassis (Day, 1869) — Поширення: Індія. Середовище: прісна вода.
- Puntius amphibius (Valenciennes, 1842) — Поширення: Індія. Середовище: прісна й солонувата вода.
- Puntius aphya (Günther, 1868) — Поширення: Ява, Індонезія. Середовище: прісна вода.
- Puntius arenatus (Day, 1878) — Поширення: Індія. Середовище: прісна вода.
- Puntius bimaculatus (Bleeker, 1863) — Поширення: Шрі-Ланка. Середовище: прісна вода.
- Puntius bramoides (Valenciennes, 1842) — Поширення: південно-східна Азія. Середовище: прісна вода.
- Puntius brevis (Bleeker, 1850) — Поширення: Азія. Середовище: прісна вода.
- Puntius burmanicus (Day, 1878) — Поширення: М'янма. Середовище: прісна вода.
- Puntius cauveriensis (Hora, 1937) — Поширення: Індія. Середовище: прісна вода.
- Puntius chola (Hamilton, 1822) — Поширення: Азія: Пакистан, Індія, Непал, Бангладеш і М'янма. Середовище: прісна вода.
- Puntius crescentus Yazdani & Singh, 1994 — Поширення: Індія. Середовище: прісна вода.
- Puntius deccanensis Yazdani & Babu Rao, 1976 — Поширення: Індія. Середовище: прісна вода.
- Puntius dolichopterus Plamoottil, 2015 — Поширення: Індія (Керала, Махараштра). Середовище: прісна вода.
- Puntius dorsalis (Jerdon, 1849) — Поширення: південна Індія. Середовище: прісна вода.
- Puntius euspilurus Plamoottil, 2016 — Поширення: Індія (Керала). Середовище: прісна вода.
- Puntius fraseri (Hora & Misra, 1938) — Поширення: Індія. Середовище: прісна вода.
- Puntius kamalika Silva, Maduwage & Pethiyagoda, 2008 — Поширення: низовини в південно-західній Шрі-Ланці. Середовище: прісна вода.
- Puntius kelumi Pethiyagoda, Silva, Maduwage & Meegaskumbura, 2008 — Поширення: південно-східна Шрі-Ланка. Середовище: прісна вода.
- Puntius khohi Dobriyal, Singh, Uniyal, Joshi, Phurailatpam & Bisht, 2004 — Поширення: Уттаранчал, Індія. Середовище: прісна вода.
- Puntius kyphus Plamoottil, 2019 — Поширення: Індія (Керала). Середовище: прісна вода.
- Puntius layardi (Günther, 1868) — Поширення: Шрі-Ланка. Середовище: прісна вода.
- Puntius madhusoodani Kumar, Benno Pereira & Radhakrishnan, 2012 — Поширення: Поширення: Індія (Керала). Середовище: прісна вода.
- Puntius mahecola (Valenciennes, 1844) — Поширення: Керала, південна Індія. Середовище: прісна вода.
- Puntius masyai Smith, 1933 — Поширення: Азія. Середовище: прісна вода.
- Puntius melanostigma (Day, 1878) — Поширення: Індія (Карнатака, Керала). Середовище: прісна вода.
- Puntius moregensis Arunkumar & Tombi Singh, 1998 — Поширення: Індія. Середовище: прісна вода.
- Puntius mudumalaiensis Menon & Rema Devi, 1992 — Поширення: Індія. Середовище: прісна вода.
- Puntius muzaffarpurensis Srivastava, Verma & Sharma, 1977 — Поширення: Індія (Бігар). Середовище: прісна вода.
- Puntius nangalensis Jayaram, 1990 — Поширення: Індія. Середовище: прісна вода.
- Puntius nelsoni Plamoottil, 2014 — Поширення: Індія (Керала). Середовище: прісна вода.
- Puntius nigronotus Plamoottil, 2014 — Поширення: Індія (Керала). Середовище: прісна вода.
- Puntius ocellus Plamoottil & Vineeth, 2020 — Поширення: Індія (Керала). Середовище: прісна вода.
- Puntius parrah Day, 1865 — Поширення: Індія. Середовище: прісна вода.
- Puntius paucimaculatus Wang & Ni, 1982 — Поширення: Китай. Середовище: прісна вода.
- Puntius pinnauratus (Day, 1865) — Поширення: Індія. Середовище: прісна вода.
- Puntius pugio Kullander, 2008 — Поширення: оз. Індагій, Нанкиверн, що нижче Баго та верхів'я р. Сіттоунг, М'янма. Середовище: прісна вода.
- Puntius punjabensis (Day, 1871) — Поширення: Пакистан. Середовище: прісна вода.
- Puntius puntio (Hamilton, 1822) — Поширення: Індія. Середовище: прісна вода.
- Puntius sahyadriensis Silas, 1953 — Поширення: Індія. Середовище: прісна вода.
- Puntius sanctus Plamoottil, 2020 — Поширення: Індія (Тамілнад). Середовище: прісна вода.
- Puntius sealei (Herre, 1933) — Поширення: Північний Калімантан, Філіппіни. Середовище: прісна вода.
- Puntius snyderi Oshima, 1919 — Поширення: Тайвань. Середовище: прісна вода.
- Puntius sophore (Hamilton, 1822) — Поширення: Азія: Пакистан, Непал та Індія до Китаю. Середовище: прісна й солонувата вода.
- Puntius sophoroides (Günther, 1868) — Поширення: Індія. Середовище: прісна вода.
- Puntius spilopterus (Fowler, 1934) — Поширення: Таїланд. Середовище: прісна вода.
- Puntius stigma (Valenciennes, 1844) — Поширення: південна Індія. Середовище: прісна вода.
- Puntius takhoaensis Nguyen & Doan, 1969 — Поширення: В'єтнам. Середовище: прісна вода.
- Puntius terio (Hamilton, 1822) — Поширення: Азія: Пакистан, Індія, Непал, Бангладеш і М'янма. Середовище: прісна вода.
- Puntius tetraspilus (Günther, 1868) — Поширення: Шрі-Ланка. Середовище: прісна вода.
- Puntius thermalis (Valenciennes, 1844) — Поширення: Шрі-Ланка. Середовище: прісна вода.
- Puntius titteya Deraniyagala, 1929 — Поширення: Шрі-Ланка. Середовище: прісна вода.
- Puntius viridis Plamoottil & Abraham, 2014 — Поширення: Індія (Керала). Середовище: прісна вода.
- Puntius vittatus Day, 1865 — Поширення: Азія: Пакистан, Індія та Шрі-Ланка. Середовище: прісна й солонувата вода.
- Puntius waageni (Day, 1872) — Поширення: Пакистан. Середовище: прісна вода.

Види, які зараховувались до роду Puntius станом на лютий 2011 року, а згодом були віднесені до інших родів:
- Barbodes amarus Herre, 1924 — Поширення: оз. Ланао, Філіппіни. Середовище: прісна вода. Раніше Puntius amarus.
- Barbodes aurotaeniatus (Tirant, 1885) — Поширення: Азія. Середовище: прісна вода. Раніше Puntius aurotaeniatus.
- Barbodes banksi (Herre, 1940) — Поширення: Малаккський півострів. Середовище: прісна вода. Раніше Puntius banksi.
- Barbodes bantolanensis (Day, 1914) — Поширення: Філіппіни. Середовище: прісна вода. Раніше Puntius bantolanensis.
- Barbodes binotatus (Valenciennes, 1842) — Поширення: Азія. Середовище: прісна вода. Раніше Puntius binotatus.
- Barbodes bunau (Rachmatika, 2005) — Поширення: Східний Калімантан, Індонезія. Середовище: прісна вода. Раніше Puntius bunau.
- Barbodes cataractae (Fowler, 1934) — Поширення: Філіппіни. Середовище: прісна й солонувата вода. Раніше Puntius cataractae.
- Barbodes disa Herre, 1932 — Поширення: південно-східна Азія. Середовище: прісна вода. Раніше Puntius disa.
- Barbodes dorsimaculatus (Ahl, 1923) — Поширення: Індонезія. Середовище: прісна вода. Раніше Puntius dorsimaculatus.
- Barbodes dunckeri (Ahl, 1929) — Поширення: Малайзія та Сінгапур. Середовище: прісна вода. Раніше Puntius dunckeri.
- Barbodes everetti (Boulenger, 1894) — Поширення: Борнео та Суматра. Середовище: прісна вода. Раніше Puntius everetti.
- Barbodes flavifuscus Herre, 1924 — Поширення: Філіппіни. Середовище: прісна вода. Раніше Puntius flavifuscus.
- Barbodes hemictenus Jordan & Richardson, 1908 — Поширення: південно-східна Азія. Середовище: прісна вода. Раніше Puntius hemictenus.
- Barbodes herrei (Fowler, 1934) — Поширення: Філіппіни. Середовище: прісна вода. Раніше Puntius herrei.
- Barbodes katolo Herre, 1924 — Поширення: Філіппіни. Середовище: прісна вода. Раніше Puntius katolo.
- Barbodes kuchingensis (Herre, 1940) — Поширення: Малайзія. Середовище: прісна вода. Раніше Puntius kuchingensis.
- Barbodes lanaoensis Herre, 1924 — Поширення: Філіппіни. Середовище: прісна вода. Раніше Puntius lanaoensis.
- Barbodes lindog Herre, 1924 — Поширення: Філіппіни. Середовище: прісна вода. Раніше Puntius lindog.
- Barbodes manalak Herre, 1924 — Поширення: оз. Ланао, Філіппіни. Середовище: прісна вода. Раніше Puntius manalak.
- Barbodes manguaoensis (Day, 1914) — Поширення: Філіппіни. Середовище: прісна вода. Раніше Puntius manguaoensis.
- Barbodes microps (Günther, 1868) — Поширення: Індонезія. Середовище: прісна вода. Раніше Puntius microps.
- Barbodes rhombeus (Kottelat, 2000) — Поширення: південно-східна Азія. Середовище: прісна вода. Раніше Puntius rhombeus.
- Barbodes semifasciolatus (Günther, 1868) — Поширення: південний Китай. Середовище: прісна вода. Раніше Puntius semifasciolatus.
- Barbodes sirang Herre, 1932 — Поширення: Філіппіни. Середовище: прісна вода. Раніше Puntius sirang.
- Barbodes tumba Herre, 1924 — Поширення: Філіппіни. Середовище: прісна вода. Раніше Puntius tumba.
- Barbonymus gonionotus (Bleeker, 1849) — Поширення: Непал й Індія в південно-східній Азії й Індонезії. Середовище: прісна вода. Раніше Puntius gonionotus.
- Dawkinsia arulius (Jerdon, 1849) — Поширення: басейн р. Кавері, Індія. Середовище: прісна вода. Раніше Puntius arulius.
- Dawkinsia assimilis (Jerdon, 1849) — Поширення: Індія. Середовище: прісна вода. Раніше Puntius assimilis.
- Dawkinsia chalakkudiensis (Menon, Rema Devi & Thobias, 1999) — Поширення: Індія. Середовище: прісна вода. Раніше Puntius chalakkudiensis.
- Dawkinsia denisonii (Day, 1865) — Поширення: Індія. Середовище: прісна вода. Раніше Puntius denisonii.
- Dawkinsia exclamatio (Pethiyagoda & Kottelat, 2005) — Поширення: р. Каллада, Керала, Індія. Середовище: прісна вода. Раніше Puntius exclamatio.
- Dawkinsia filamentosa (Valenciennes, 1844) — Поширення: Індія. Середовище: прісна й солонувата вода. Раніше Puntius filamentosus.
- Dawkinsia rohani (Rema Devi, Indra & Knight, 2010) — Поширення: Південно-Західні Гати, Індія. Середовище: прісна вода. Раніше Puntius rohani.
- Dawkinsia singhala (Duncker, 1912) — Поширення: Шрі-Ланка. Середовище: прісна вода. Раніше Puntius singhala.
- Dawkinsia srilankensis (Senanayake, 1985) — Поширення: р. Калу, Шрі-Ланка. Середовище: прісна вода. Раніше Puntius srilankensis.
- Dawkinsia tambraparniei (Silas, 1954) — Поширення: басейн р. Тамбрапарні, Індія. Середовище: прісна вода. Раніше Puntius tambraparniei.
- Desmopuntius foerschi (Kottelat, 1982) — Поширення: Борнео. Середовище: прісна вода. Раніше Puntius foerschi.
- Desmopuntius gemellus (Kottelat, 1996) — Поширення: Суматра. Середовище: прісна вода. Раніше Puntius gemellus.
- Desmopuntius hexazona (Weber & de Beaufort, 1912) — Поширення: Азія. Середовище: прісна вода. Раніше Puntius hexazona.
- Desmopuntius johorensis (Duncker, 1904) — Поширення: південно-східна Азія. Середовище: прісна вода. Раніше Puntius johorensis.
- Desmopuntius pentazona (Boulenger, 1894) — Поширення: південно-східна Азія. Середовище: прісна вода. Раніше Puntius pentazona.
- Desmopuntius rhomboocellatus (Koumans, 1940) — Поширення: Борнео. Середовище: прісна вода. Раніше Puntius rhomboocellatus.
- Desmopuntius trifasciatus (Kottelat, 1996) — Поширення: Індонезія. Середовище: прісна вода. Раніше Puntius trifasciatus.
- Eechathalakenda ophicephalus (Raj, 1941) — Поширення: Індія. Середовище: прісна вода. Раніше Puntius ophicephalus.
- Haludaria fasciata (Jerdon, 1849) — Поширення: Індія. Середовище: прісна вода. Раніше Puntius fasciatus.
- Haludaria kannikattiensis (Arunachalam & Johnson, 2003) — Поширення: Таміл Наду, Індія. Середовище: прісна вода. Раніше Puntius kannikattiensis.
- Hypselobarbus jerdoni (Day, 1870) — Поширення: Індія. Середовище: прісна вода. Раніше Puntius jerdoni.
- Hypselobarbus thomassi (Day, 1874) — Поширення: Індія. Середовище: прісна вода. Раніше Puntius thomassi.
- Oliotius oligolepis (Bleeker, 1853) — Поширення: Азія; привезені. Середовище: прісна вода. Раніше Puntius oligolepis.
- Pethia atra (Linthoingambi & Vishwanath, 2007) — Поширення: Маніпур, Індія. Середовище: прісна вода. Раніше Puntius ater.
- Pethia bandula (Kottelat & Pethiyagoda, 1991) — Поширення: Шрі-Ланка. Середовище: прісна вода. Раніше Puntius bandula.
- Pethia conchonius (Hamilton, 1822) — Поширення: Азія: Пакистан, Індія, Непал і Бангладеш. Середовище: прісна вода. Раніше Puntius conchonius.
- Pethia cumingii (Günther, 1868) — Поширення: Шрі-Ланка. Середовище: прісна вода. Раніше Puntius cumingii.
- Pethia didi (Kullander & Fang, 2005) — Поширення: поруч з М'їчина та оз. Індагій, північна М'янма. Середовище: прісна вода. Раніше Puntius didi.
- Pethia erythromycter (Kullander, 2008) — Поширення: поруч з М'їчина та в оз. Індагій, М'янма. Середовище: прісна вода. Раніше Puntius erythromycter.
- Pethia gelius (Hamilton, 1822) — Поширення: Азія: Пакистан, Індія, Непал і Бангладеш. Середовище: прісна вода. Раніше Puntius gelius.
- Pethia guganio (Hamilton, 1822) — Поширення: Непал, Індія та Бангладеш. Середовище: прісна вода. Раніше Puntius guganio.
- Pethia khugae (Linthoingambi & Vishwanath, 2007) — Поширення: Маніпур, Індія. Середовище: прісна вода. Раніше Puntius khugae.
- Pethia macrogramma (Kullander, 2008) — Поширення: потоки поруч з М'їчина, М'янма. Середовище: прісна вода. Раніше Puntius macrogramma.
- Pethia manipurensis (Menon, Rema Devi & Vishwanath, 2000) — Поширення: Індія. Середовище: прісна вода. Раніше Puntius manipurensis.
- Pethia meingangbii (Arunkumar & Tombi Singh, 2003) — Поширення: басейн р. Ю, штат Маніпур, Індія. Середовище: прісна вода. Раніше Puntius meingangbii.
- Pethia melanomaculata (Deraniyagala, 1956) — Поширення: Шрі-Ланка. Середовище: прісна вода. Раніше Puntius melanomaculatus.
- Pethia muvattupuzhaensis (Jameela Beevi & Ramachandran, 2005) — Поширення: р. Муваттупужа, Керала, Індія. Середовище: прісна вода. Раніше Puntius muvattupuzhaensis.
- Pethia nankyweensis (Kullander, 2008) — Поширення: малі потоки поруч з М'їчина, М'янма. Середовище: прісна вода. Раніше Puntius nankyweensis.
- Pethia narayani (Hora, 1937) — Поширення: Індія. Середовище: прісна вода. Раніше Puntius narayani.
- Pethia nigrofasciata (Günther, 1868) — Поширення: Шрі-Ланка. Середовище: прісна вода. Раніше Puntius nigrofasciatus.
- Pethia ornata (Vishwanath & Laisram, 2004) — Поширення: р. Локчао, Морег, Маніпур, Індія. Середовище: прісна вода. Раніше Puntius ornatus.
- Pethia padamya (Kullander & Britz, 2008) -Поширення: штучний ставок поблизу с. Тоє Гий і нижня р. Чіндуїн, М'янма. Середовище: прісна вода. Раніше Puntius padamya.
- Pethia phutunio (Hamilton, 1822) — Поширення: Азія: Пакистан, Індія, Непал, Бангладеш і М'янма. Середовище: прісна вода. Раніше Puntius phutunio.
- Pethia pookodensis (Mercy & Jacob, 2007) — Поширення: оз. Пукоде, р-н Вайянад, Керала, Індія. Середовище: прісна вода. Раніше Puntius pookodensis.
- Pethia punctata (Day, 1865) — Поширення: Азія. Середовище: прісна вода. Раніше Puntius punctatus.
- Pethia reval (Meegaskumbura, Silva, Maduwage & Pethiyagoda, 2008) — Поширення: Шрі-Ланка. Середовище: прісна вода. Раніше Puntius reval.
- Pethia setnai (Chhapgar & Sane, 1992) — Поширення: Індія. Середовище: прісна вода. Раніше Puntius setnai.
- Pethia shalynius (Yazdani & Talukdar, 1975) — Поширення: Індія. Середовище: прісна вода. Раніше Puntius shalynius.
- Pethia sharmai (Menon & Rema Devi, 1993) — Поширення: Індія. Середовище: прісна вода. Раніше Puntius sharmai.
- Pethia stoliczkana (Day, 1871) — Поширення: Індія, М'янма, Таїланд і Лаос. Середовище: прісна вода. Раніше Puntius stoliczkanus.
- Pethia thelys (Kullander, 2008) — Поширення: верхні потоки поруч з М'їчина та в оз. Індагій, М'янма. Середовище: прісна вода. Раніше Puntius thelys.
- Pethia tiantian (Kullander & Fang, 2005) — Поширення: Путао, північ М'янма. Середовище: прісна вода. Раніше Puntius tiantian.
- Pethia ticto (Hamilton, 1822) — Поширення: Азія: Пакистан, Індія, Шрі-Ланка, Непал, Бангладеш і М'янма. Середовище: прісна й солонувата вода. Раніше Puntius ticto.
- Pethia yuensis (Arunkumar & Tombi Singh, 2003) — Поширення: система р. Ю, Маніпур, Індія. Середовище: прісна вода. Раніше Puntius yuensis.
- Poropuntius schanicus (Boulenger, 1893) — Поширення: Азія. Середовище: прісна вода. Раніше Puntius schanicus.
- Puntigrus anchisporus (Vaillant, 1902) — Поширення: Борнео. Середовище: прісна вода. Раніше Puntius anchisporus.
- Puntigrus partipentazona (Fowler, 1934) — Поширення: Азія. Середовище: прісна вода. Раніше Puntius partipentazona.
- Puntigrus tetrazona (Bleeker, 1855) — Поширення: південно-східна Азія; привезені. Середовище: прісна вода. Раніше Puntius tetrazona.
- Striuntius lateristriga (Valenciennes, 1842) — Поширення: Малайський півострів і Борнео. Середовище: прісна вода. Раніше Puntius lateristriga.
- Striuntius lineatus (Duncker, 1904) — Поширення: Малайзія й Індонезія. Середовище: прісна вода. Раніше Puntius lineatus.
- Systomus asoka (Kottelat & Pethiyagoda, 1989) — Поширення: Шрі-Ланка. Середовище: прісна вода. Раніше Puntius asoka.
- Systomus clavatus (McClelland, 1845) — Поширення: Непал, Індія Бангладеш and М'янма. Середовище: прісна вода. Раніше Puntius clavatus.
- Systomus compressiformis (Cockerell, 1913) — Поширення: М'янма. Середовище: прісна вода. Раніше Puntius compressiformis.
- Systomus endecanalis (Roberts, 1989) — Поширення: Індонезія. Середовище: прісна вода. Раніше Puntius endecanalis.
- Systomus jacobusboehlkei (Fowler, 1958) — Поширення: Азія. Середовище: прісна вода. Раніше Puntius jacobusboehlkei.
- Systomus jayarami (Vishwanath & Tombi Singh, 1986) — Поширення: Індія. Середовище: прісна вода. Раніше Puntius jayarami.
- Systomus martenstyni (Kottelat & Pethiyagoda, 1991) — Поширення: Шрі-Ланка. Середовище: прісна вода. Раніше Puntius martenstyni.
- Systomus orphoides (Valenciennes, 1842) — Поширення: Європа й Азія; привезені. Середовище: прісна вода. Раніше Puntius orphoides.
- Systomus pleurotaenia (Bleeker, 1863) — Поширення: Шрі-Ланка. Середовище: прісна вода. Раніше Puntius pleurotaenia.
- Systomus sarana (Hamilton, 1822) — Поширення: Азія: Непал, Індія, М'янма, Пакистан і Шрі-Ланка. Середовище: прісна й солонувата вода. Раніше Puntius sarana.